# 乾丰镇 (克东县)
乾丰镇，是中华人民共和国黑龙江省齐齐哈尔市克东县下辖的一个乡镇级行政单位。

## 行政区划
乾丰镇下辖以下地区：
兴国村、安陆村、新立村、繁荣村、展望村、长胜村、庆祝村、福建村、红升村、福安村、双龙村和自卫村。